# Pingwu
Pingwu léase Ping-Uú (en chino simplificado, 平武县; pinyin, Píngwǔ xiàn) es un condado bajo la administración directa de la ciudad-prefectura de Mianyang. Se ubica en la provincia de Sichuan, centro-sur de la República Popular China. Su área es de 5974 km² y su población total para 2010 fue cercana a los 200 mil habitantes.

## Administración
El municipio de Pingwu se divide en 25 pueblos que se administran en 9 poblados y 16 villas, más de la mitad son de etnia tibetana.